# Armed Cloud
Armed Cloud is een Nederlandse symfonische metalformatie. De band was in 2014 de winnaar van Jampop en behoorde hetzelfde jaar tot de selecties van Dutch Exposure en van Kaf en Koren.

## Geschiedenis
Het initiatief voor de band kwam in 2011 van gitarist Wouter van der Veen en bassist Boris Suvee; het jaar erna kwam de formatie rond. Aan het begin van 2014 was er nog een wisseling van drummer (Noijen verving Brandts). De band is afkomstig uit Nijmegen. Inspiratie wordt gehaald uit de muziek van bands als Avenged Sevenfold, Amorphis, Evergrey, Fates Warning en Korn.
In 2012 werd een eerste EP uitgebracht, Shroud of Rain. Het leverde de band  goede kritieken op en werd gevolgd door optredens in onder meer de Groene Engel, Stairway to Heaven, Cultuurpodium Boerderij en W2 Poppodium.
In 2014 won de band de battle Jampop en daarnaast kwamen ze bij de eerste acht terecht van Dutch Exposure. Verder behoorden ze tot de selectie van negen bands die in Kaf en Koren streden.
In april 2015 bracht Armed Cloud zijn debuutalbum Obsidian Desert uit. De productie werd verzorgd Christian Moschus Moos (Delain, Wolverine en Haken). De mastering gebeurde in de studio's van de Duitse musicus en producer Eroc. Het album kent een variatie van krachtige progressieve metal tot en met ballads. Obsidian Desert is uitgebracht bij het label MaXxive Records.
In 2015 zijn ze een van de bands tijdens het festival ProgPower Europe, naast bands als Pagan's Mind, Leprous, Schizoid Lloyd en Obsidian Kingdom.
Voor de release van het tweede album Master Device & Slave Machines startte de band in 2017 een crowdfundingcampagne op Voordekunst, welke succesvol bleek. In de aanloop naar de release verscheen de eerste videoclip van de band. Op 25 november werd het album live gepresenteerd in Merleyn in Nijmegen. De band koos er voor om het album uit te brengen bij Freya Records.
In november 2018 verliet gitarist Wouter van der Veen de band en werd zijn plaats opgevuld door Kay Bouten. Met Bouten bracht de band Torque via MEY productions uit in 2020. Het album werd opgenomen en geproduceerd door Erwin Hermsen van Toneshed Studio's (Legion of the Damned en Pestilence). Torque markeerde een verandering in stijl naar meer zwaardere, alternatieve prog metal. Door de COVID-pandemie kon er geen live albumpresentatie plaatsvinden en werd het album via een livestream op YouTube gelanceerd.
Vanaf 2022 begon het schrijfproces voor het vierde album Nimbus. De muzikale stijl richting de zwaardere progressieve metal werd doorgezet. Halverwege april 2024 kwam de eerste single "Angel of Frost" uit, op deze track werkte de band samen met Marcela Bovio (Stream of Passion en Ayreon). Nimbus kwam via MEY productions uit op 25 mei 2024 tijdens een releaseshow in POPEI (Eindhoven).   
1. ↑  iO Pages - Progressive Rock Magazine, Armed Cloud wint finale Jampop, 25 mei 2014. Gearchiveerd op 23 januari 2021.
2. ↑  VPRO 3 voor 12, Bandselectie Kaf en Koren bekend, 2014. Gearchiveerd op 21 oktober 2016.
3. ↑  ProgPower, Line-up 2015 almost complete
4. ↑  Armed Cloud presenteert nieuwe album ‘Torque’ op YouTube!. Progwereld (17 november 2020). Geraadpleegd op 20 september 2024.
5. ↑  Elings, Bertus, Sounds | Armed Cloud - Angel of Frost. brothersinraw (16 april 2024). Geraadpleegd op 20 september 2024.

## Discografie
- 2012: Shroud of Rain (EP), eigen beheer
- 2015: Obsidian Desert (album), MaXxive Records
- 2017: Master Device & Slave Machines (album), Freya Records
- 2020: Torque (album), MEY productions
- 2024: Nimbus (album), MEY productions

## Leden

### Huidige bezetting
- Daan Dekker - zanger
- Kay Bouten - gitarist
- Boris Suvee - bassist
- Remco van der Veen - toetsenist
- Rico Noijen - drummer

### Ex-leden
- Kevin Brandts - drummer
- Wouter van der Veen - gitarist